# Ruellia praeclara
Ruellia praeclara är en akantusväxtart som beskrevs av Standley. Ruellia praeclara ingår i släktet Ruellia och familjen akantusväxter. Inga underarter finns listade i Catalogue of Life.